# Hans Merensky

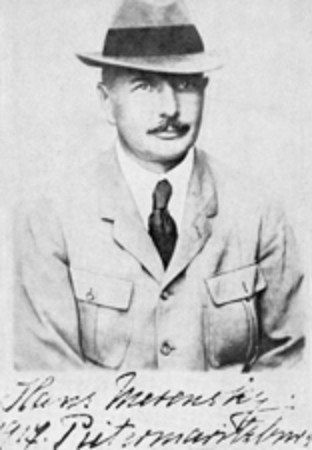
Hans Merensky (Pietermaritzburg, 1917)

Hans Merensky (ur. 16 marca 1871 w Botshabelo, Transvaal, zm. 21 października 1952) – południowoafrykański geolog, ekolog i filantrop pochodzenia niemieckiego. Odkrył złoża diamentów, złota, platyny, chromu, miedzi i fosforanów w Południowej Afryce.

## Życiorys
Urodził się jako syn Aleksandra Merensky’ego w stacji misyjnej Botshabelo berlińskiego towarzystwa misyjnego niedaleko Middelburgu w Transvaalu. Uczęszczał do szkół w Niemczech i rozpoczął studia górnictwa i geologii. Dyplom doktorski uzyskał na Politechnice Berlińskiej i odbył praktyki w kopalniach węgla w Zagłębiu Saary i na Śląsku. Rozpoczął pracę na rzecz pruskiego ministerstwa górnictwa.
W roku 1904 wyjechał do Południowej Afryki by kierować badaniami geologicznymi w Transwaalu. Wkrótce odkrył złoża cyny w pobliżu Pretorii, o czym powiadomił przedsiębiorstwo górnicze Premier Diamond Mine.
Wyprawa na Madagaskar w poszukiwaniu rzekomych złóż złota zakończyła się niepowodzeniem. Merensky zdecydował się porzucić swoje stanowisko w Niemczech i zamieszkać na stałe w Johannesburgu.
W roku 1914 utracił cały majątek wskutek działań wojennych i został internowany w obozie w pobliżu Pietermaritzburga. 
W roku 1924 odkrył złoża platyny w Lyndenburgu, w roku 1926 diamenty koło Alexander Bay. Dzięki sprzedaży udziałów w przemyśle wydobywczym na sumę 1.250.000 funtów założył Phosphate Development Corporation Ltd. dla wydobycia fosforanów koło Phalaborwa.
Część majątku poświęcił 1930 na kupno dóbr w Meklemburgii, które unowocześnił i rozbudował. Ostatnie lata życia spędził w swojej farmie Westfalia w Modjadjiskloof koło Transwaalu. 
Znaczną część majątku przekazał Hans Merensky Trust który miał zarządzać spuścizną Merensky’ego po jego śmierci. Ufundował też bibliotekę Hans Merensky Library na uniwersytecie w Pretorii.